# Berbiguières
Berbiguières é uma comuna francesa na região administrativa da Nova Aquitânia, no departamento Dordonha. Estende-se por uma área de 5,32 km². Em 2010 a comuna tinha 179 habitantes (densidade: 33,6 hab./km²).